# Steven Horsford
Steven Alexander Horsford, né le 29 avril 1973 à Las Vegas, est un homme politique américain. Membre du Parti démocrate, il est élu du Nevada à la Chambre des représentants des États-Unis de 2013 à 2015. À la suite des élections de 2018, il regagne son ancien siège et prend ses fonctions le 3 janvier 2019. Il est réélu lors des élections de 2020.
Il est auparavant élu au Sénat du Nevada de 2005 à 2013 et chef de la majorité démocrate de 2009 à 2013.

## Biographie

### Sénat du Nevada
Steven Horsford est élu au Sénat du Nevada le 2 novembre 2004 pour le 4e district de l'État et prend ses fonctions le 7 février 2005. Réélu le 4 novembre 2008, il devient chef de la majorité sénatoriale en 2009 et à cette occasion le premier Afro-Américain à assumer la fonction.

### Représentant des États-Unis
Lors des élections de 2012, il se présente à la Chambre des représentants des États-Unis dans le nouvellement créé 4e district congressionnel du Nevada, qui s'étend de Las Vegas au nord-est rural de l'État. Dans la circonscription qui compte pourtant davantage d'adhérents démocrates que républicains, Horsford se trouve dans un duel serré avec le républicain Danny Tarkanian, fils de Jerry Tarkanian. Il est finalement élu représentant avec 50 % des suffrages contre 42 % pour Tarkanian. Il devient le premier Afro-Américain à représenter le Nevada au Congrès des États-Unis.
Lors des élections de 2014, il est battu par Cresent Hardy, membre républicain de l'Assemblée du Nevada,. Dans un contexte de vague républicaine, Horsford est devancé d'environ trois points. Il pâtit notamment d'une faible mobilisation des démocrates dans le comté de Clark. Après sa défaite, Horsford reste en Virginie, dans la banlieue de Washington, estimant qu'il s'agit de la meilleure décision pour sa famille.
En 2018, le démocrate Ruben Kihuen choisit de ne pas se représenter dans le 4e district congressionnel, en raison d'accusations de harcèlement sexuel ; Horsford se porte alors candidat. Il remporte la primaire démocrate face à cinq concurrents réunissant environ 62 % des voix. Le 6 novembre 2018, il affronte à nouveau Hardy, vainqueur de la primaire républicaine. Dans une circonscription qui a donné cinq points d'avance à Hillary Clinton en 2016, il est considéré comme favori. Il regagne effectivement son siège avec 51,9 % des suffrages contre 43,7 % pour Hardy.